# WTA-toernooi van Sofia
Het WTA-toernooi van Sofia was een tennistoernooi voor vrouwen dat tweemaal (in 1988 en in 1989) plaatsvond in de Bulgaarse hoofdstad Sofia. De officiële naam van het toernooi was Vitosha The New Otani.
De WTA organiseerde het toernooi, dat in de categorie "Tier V" viel en werd gespeeld op gravelbanen.
Er werd door 32 deelneemsters per jaar gestreden om de titel in het enkelspel, en door 16 paren om de dubbelspeltitel. Aan het kwalificatietoernooi voor het enkelspel namen 32 speelsters deel, met vier plaatsen in het hoofdtoernooi te vergeven.

## Enkel- en dubbelspeltitel in één jaar
| speelster         | in het jaar |
| ----------------- | ----------- |
| Conchita Martínez | 1988        |

## Finales

### Enkelspel
| Datum      | Naam                  | Cat.   | ($)     | Ondergrond     | Winnares          | Verliezend finaliste | Uitslag  |
| ---------- | --------------------- | ------ | ------- | -------------- | ----------------- | -------------------- | -------- |
| 1988-08-08 | Vitosha The New Otani | Tier V | 100.000 | gravel, buiten | Conchita Martínez | Barbara Paulus       | 6-1, 6-2 |
| 1989-07-31 | Vitosha The New Otani | Tier V | 50.000  | gravel, buiten | Isabel Cueto      | Katerina Maleeva     | 6-2, 7-6 |

### Dubbelspel
| Datum      | Naam                  | Cat.   | ($)     | Ondergrond     | Winnaressen                      | Verliezend finalistes          | Uitslag       |
| ---------- | --------------------- | ------ | ------- | -------------- | -------------------------------- | ------------------------------ | ------------- |
| 1988-08-08 | Vitosha The New Otani | Tier V | 100.000 | gravel, buiten | Conchita Martínez Barbara Paulus | Sabrina Goleš Katerina Maleeva | 1-6, 6-1, 6-4 |
| 1989-07-31 | Vitosha The New Otani | Tier V | 50.000  | gravel, buiten | Laura Garrone Laura Golarsa      | Silke Meier Elena Pampoulova   | 6-4, 7-5      |